# The Wall - Live in Berlin
The Wall - Live in Berlin è un album dal vivo di Roger Waters contenente la registrazione del concerto dell'opera rock dei Pink Floyd The Wall tenutosi in Potsdamer Platz a Berlino, il 21 luglio 1990, per celebrare la caduta del Muro di Berlino. Il concerto venne trasmesso in diretta in 52 Paesi.

## Genesi del progetto
Roger Waters, intervistato alla trasmissione radiofonica In the Studio with Redbeard nel luglio del 1989, disse che The Wall si sarebbe potuto eseguire dal vivo solo in seguito alla caduta del Muro di Berlino. Pochi mesi dopo si assisterà alla caduta del suddetto muro e all'inizio della riunificazione della Germania. Le intenzioni iniziali di Waters erano di invitare ospiti di fama mondiale, come Peter Gabriel, Bruce Springsteen, Eric Clapton, Joe Cocker, Rod Stewart, Sting e Freddie Mercury. Nessuno di loro diede però la disponibilità al progetto.
Esclusa l'ipotesi di un ritorno con i Pink Floyd (guidati dal 1985 dal chitarrista David Gilmour), dopo non pochi dissidi in merito al casting, vengono annunciati i seguenti ospiti: Bryan Adams, The Band, Paul Carrack, Thomas Dolby, Marianne Faithfull, James Galway, Jerry Hall, The Hooters, Cyndi Lauper, Ute Lemper, Joni Mitchell, Paddy Moloney, Van Morrison, Sinéad O'Connor e gli Scorpions.
Il concerto servì anche a raccogliere fondi per il Memorial Fund for Disaster Relief, un'organizzazione inglese che si occupa di assistere le vittime di disastri e calamità.

## Il concerto

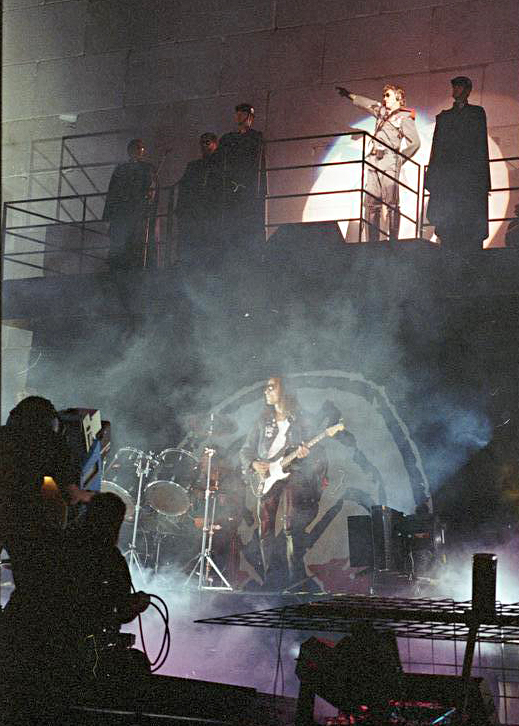
Roger Waters e gli Scorpions nella seconda parte dello show

Il pubblico previsto all'inizio in Potsdamer Platz era di 250.000 persone, anche se prima dello spettacolo la cifra salirà fino a circa 350.000 spettatori.
La performance presenta alcune differenze con la versione originale dell'album a seguito dei problemi tecnici sopraggiunti nel corso della serata. Mother e la seconda parte di Another Brick in the Wall presentano assoli più lunghi eseguiti da vari strumenti, In the Flesh? ha un'introduzione più estesa e Comfortably Numb termina con una nuova esecuzione del ritornello. The Show Must Go On è esclusa, mentre sono presenti What Shall We Do Now? e The Last Few Bricks, quest'ultima più breve rispetto alla versione di dieci anni prima. The Trial viene eseguita come un'opera teatrale, con Thomas Dolby che interpreta il maestro, tenuto sospeso con dei cavi di fronte al muro, Tim Curry, interprete del procuratore, Albert Finney nel ruolo del giudice, Marianne Faithfull della madre e Ute Lemper della moglie.
Il concerto è di forte impatto scenico, come dimostrano lo spettacolo pirotecnico dell'apertura, Roger Waters che butta gli oggetti dalla sua stanza nel muro durante One of My Turns, i soldati nella seconda parte dello spettacolo e, ovviamente, il crollo del muro al termine di The Trial, in seguito al quale verrà eseguita The Tide is Turning, incisa da Waters per il suo Radio K.A.O.S..
Il concerto viene trasmesso in diretta per due ore in 52 paesi. In Italia l'evento andò in onda su Canale 5 in leggera differita a partire dalle 22:00, all'interno di uno speciale curato da Red Ronnie, il quale si occupò di introdurre le varie parti del concerto, oltre ad aver in precedenza intervistato gli spettatori nell'area della Potsdamer Platz, all'epoca da poco cessata di essere terra di nessuno. La rete Fininvest decide di turbare il meno possibile la messa in onda dell'esibizione con spot pubblicitari. Le fasce pubblicitarie furono disposte in corrispondenza delle pause naturali previste dal copione dell'opera. Il concerto fu replicato da Italia 1 il 23 ottobre successivo alle ore 0:20.

## Tracce

### Disco 1

#### Lato A
1. Scorpions – In the Flesh? – 4:06
2. Ute Lemper e Roger Waters – The Thin Ice – 3:08
3. Roger Waters – Another Brick in the Wall#Part 1 – 3:38
4. Roger Waters, Joe Chemay, John Joice, Stan Farber, Jim Haas – The Happiest Days of Our Lives – 1:20
5. Cyndi Lauper – Another Brick in the Wall#Part 2 – 6:26
6. Sinéad O'Connor & The Band – Mother – 6:37

Durata totale: 25:15

#### Lato B
1. Joni Mitchell – Goodbye Blue Sky – 3:52
2. Bryan Adams e Roger Waters – Empty Spaces – 3:47
3. Bryan Adams – Young Lust – 6:08
4. Roger Waters – One of My Turns – 2:44
5. Roger Waters – Don't Leave Me Now – 5:11
6. Roger Waters – Another Brick in the Wall#Part 3 – 3:24
7. Roger Waters – Goodbye Cruel World – 1:37

Durata totale: 26:43

### Disco 2

#### Lato C
1. Paul Carrack – Hey You – 5:02
2. The Rundfunk Orchestra & Choir – Is There Anybody Out There? – 3:01
3. Roger Waters – Nobody Home – 4:45
4. Roger Waters e The Rundfunk Orchestra & Choir – Vera – 1:11
5. The Rundfunk Orchestra & The Military Orchestra of the Soviet Army – Bring the Boys Back Home – 2:40
6. Van Morrison, Roger Waters & The Band – Comfortably Numb – 8:02

Durata totale: 24:41

#### Lato D
1. Roger Waters, The Bleedin Heart Band, The Rundfunk Orchestra & Choir e The Military Orchestra of the Soviet Army – In the Flesh – 5:10
2. Roger Waters, The Bleedin Heart Band, The Rundfunk Orchestra & Choir e The Military Orchestra of the Soviet Army – Run Like Hell – 4:51
3. Roger Waters, The Bleedin Heart Band, The Rundfunk Orchestra & Choir e The Military Orchestra of the Soviet Army – Waiting for the Worms – 4:09
4. Roger Waters, The Bleedin Heart Band, The Rundfunk Orchestra & Choir e The Military Orchestra of the Soviet Army – Stop – 0:23
5. The Rundfunk Orchestra & Choir con:
  - Tim Curry: pubblico ministero
  - Thomas Dolby: insegnante
  - Ute Lemper: la moglie
  - Marianne Faithfull: la madre
  - Albert Finney: il giudice – The Trial – 5:52
6. the Company (voci - Roger Waters, Joni Mitchell, Cyndi Lauper, Bryan Adams, Van Morrison e Paul Carrack) con Berlin Radio Symphony Orchestra e coro. – The Tide Is Turning (After Live Aid) – 7:21

Durata totale: 27:46